# Misumenops editus
Misumenops editus är en spindelart som beskrevs av Theodore W. Suman 1970. Misumenops editus ingår i släktet Misumenops och familjen krabbspindlar. Inga underarter finns listade i Catalogue of Life.